# برنامج الحماية التطوعي

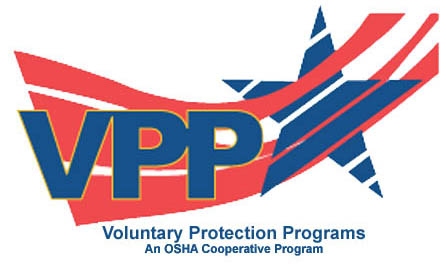

برامج الحماية التطوعية (VPP) هي مبادرة قدمتها إدارة الصحة والسلامة المهنية (أوشا) لتشجيع الهيئات الصناعية الخاصة والفدرالية على تجنب الإصابات والأمراض في مكان العمل من خلال منع الخطر والسيطرة عليه والتحليل الميداني وتدريب الموظفين والتعاون بين الإدارة و الموظفين. وتسعى برامج الحماية التطوعية  إلى حث الموظف على المشاركة من أجل تحقيق معدلات إصابة ومرض أقل من المتوسط الوارد في إحصائيات مكتب العمل الدولي في القطاعات ذات الصلة.

## مستويات/أنواع الاعتماد
توفر برامج الحماية التطوعية مستويين من الاعتماد:

### مستوى النجوم (Star)
هذا هو أعلى مستوى، ويحصل عليه أصحاب العمل والموظفون ممن قاموا بتطوير وتنفيذ برامج تحسين مستمر لإدارة الصحة والسلامة في مكان العمل ونجحوا في تحقيق معدلات إصابة/مرض أقل من المعدل المتوسط للقطاع الذي يعملون به على مستوى البلاد.

### مستوىالجدارة(Merit)
يحصل على هذا المستوى من الاعتماد أصحاب العمل والموظفون ممن قاموا بتنفيذ برامج الصحة والسلامة الغذائية ولكنهم بحاجة لبعض التحسينات الإضافية. كذلك، يتوجب عليهم الالتزام بالسعي للوصول إلى مستوى النجوم في غصون ثلاث سنوات.
توفر برامج الحماية التطوعية ثلاثة أنواع من الاعتماد:

### الاعتماد القائم على الموقع
يتم تقديم مستوى الاعتماد «النجوم والجدارة» من الاعتمادات القائمة على الموقع لمواقع العمل الدائمة ومواقع الإنشاءات طويلة المدى. وكذلك يجوز استخدام هذا النوع لاعتماد المقاولين المقيمين عند المشاركة في مواقع تدعم أحد برامج الحماية التطوعية أو عند العمل وفقًا لبرنامج إحدى الشركات.

### القوى العاملة المتنقلة
يخصص هذا النوع من الاعتماد للشركات التي يعمل أصحابها في مواقع عمل مختلفة.

### الشركات
يخصص هذا النوع من الاعتماد للمؤسسات الكبرى التي تقوم بتطبيق برامج إدارة الصحة والسلامة بشكل موسع على مستوى المؤسسة بحيث تمتد للمواقع الفردية والتي يمكنها السعي للحصول على اعتماد برامج الحماية التطوعية للشركات.
اعتبارًا من 31/10/2012، تم تسجيل الكيانات باعتبارها حاصلة على اعتماد برامج الحماية التطوعية  مع تحقيق الغالبية العظمى لمستوى النجوم. وستتم إعادة تقييم كل المؤسسات بعد مرور من ثلاث إلى خمس سنوات لتحديد ما إذا كانت لا تزال مستحقة للاعتماد أم لا.